# Sandstad
Sandstad är en tätort och kyrkby i Hitra kommun i Trøndelag fylke i Norge. Orten ligger där fylkesväg 6440 möter fylksväg 714 på den sydöstra delen av ön Hitra. Här finns Sandstads kyrka.
Orten utgjorde tidigare centralort i dåvarande Sandstads kommun.

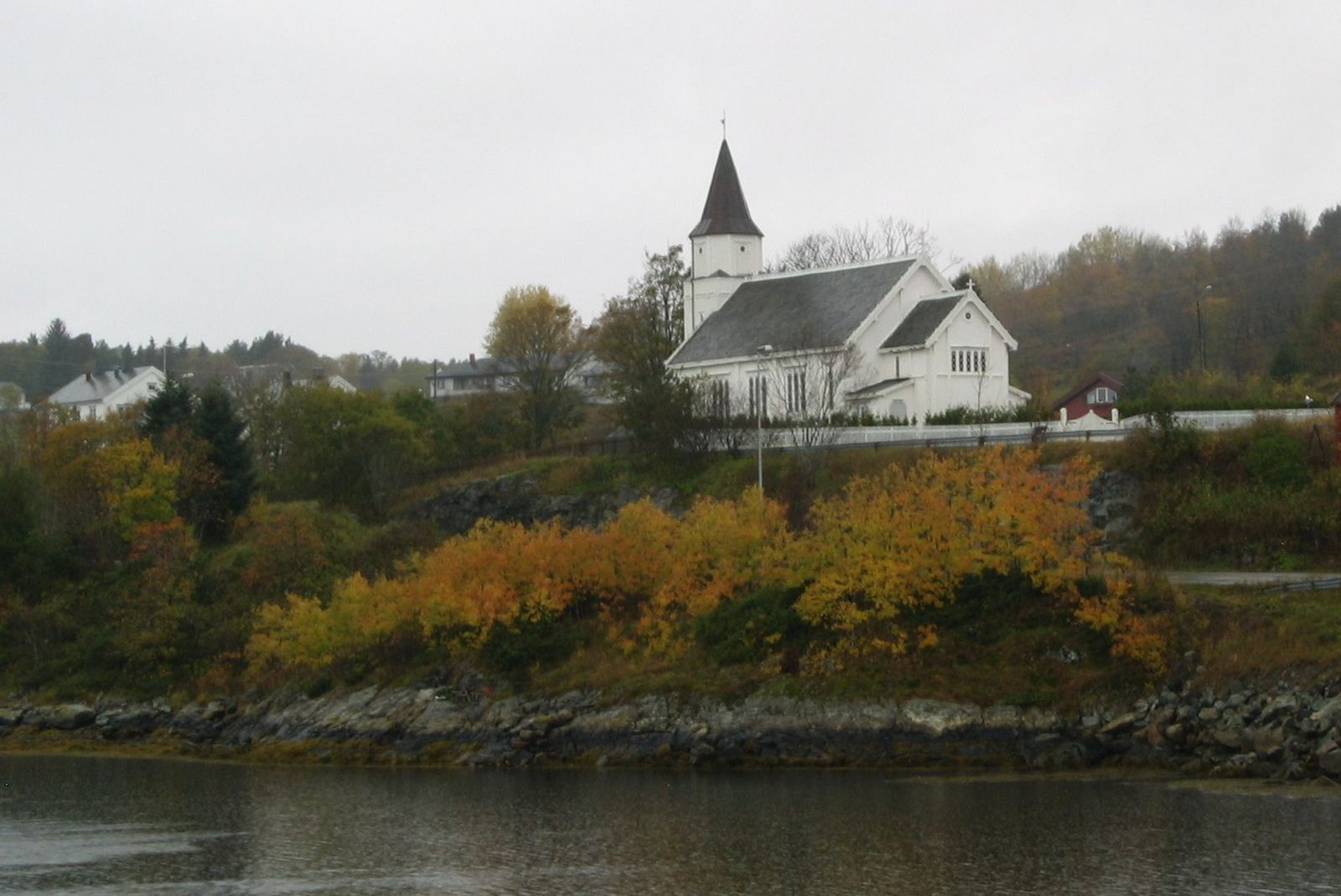
Sandstads kyrka.